# Вербилло Сергій Олександрович
Сергі́й Олекса́ндрович Верби́лло (нар. 21 серпня 1984, Одеса, УРСР, СРСР) — український фігурист, що виступає у танцях на льоду в парі з Ганною Задорожнюк, разом з якою став чемпіонами  Національної першості з фігурного катання України 2009 року, неодноразово брав участь у Чемпіонах Європи (найкраще досягнення — 7-ме місце у 2009 році) і світу з фігурного катання, інших міжнародних змаганнях.

## Кар'єра
Сергій розпочав кататися на ковзанах у 5-річному віці в 1990 році.
Починаючи з сезону 2008/2009 пара тренується в російському Одинцово у Підмосков'ї в групі Олексія Горшкова, тренувати пару допомагає відома українська фігуристка-танцівниця Олена Грушина. Літня ж підготовка відбувається в США в групі Миколи Морозова.
У цьому ж сезоні (2008/2009) пара Задорожнюк/Вербилло вперше у своїй спортивній кар'єрі виграла золото Чемпіонату України з фігурного катання (до цього двічі ставали срібними призерами у 2006 і 2007 роках і бронзовими у 2005 році), обігравши своїх основних конкурентів пару Бекназарова/Зуєв.
На Чемпіонаті Європи з фігурного катання 2009 року в Гельсінкі здійнялися на найвищу дотепер 7-му сходинку.

## Спортивні досягнення

### після 2006 року
| Змагання/Сезон                         | 2006/2007 | 2007/2008 | 2008/2009 |
| -------------------------------------- | --------- | --------- | --------- |
| Чемпіонати світу з фігурного катання   | 17        | 18        |           |
| Чемпіонати Європи з фігурного катання  | 10        | 11        | 7         |
| Чемпіонати України з фігурного катання | 2         | 2         | 1         |
| Етапи Гран-прі: «Cup of Russia»        |           | 3         | 8         |
| Етапи Гран-прі: «Cup of China»         |           | 6         | 5         |
| Етапи Гран-прі: «NHK Trophy»           | 6         |           |           |

### до 2006 року
(з Задорожнюк)
| Змагання/Сезон                                     | 2001/2002 | 2002/2003 | 2003/2004 | 2004/2005 | 2005/2006 |
| -------------------------------------------------- | --------- | --------- | --------- | --------- | --------- |
| Чемпіонати світу з фігурного катання               |           |           |           |           | 21        |
| Чемпіонати світу з фігурного катання серед юніорів | 8         | 15        | 7         |           |           |
| Чемпіонати України з фігурного катання             |           |           |           | 4         | 3         |
| Етапи Гран-прі: «Cup of Russia»                    |           |           |           |           |           |
| Етапи Гран-прі: «NHK Trophy»                       |           |           |           |           | 10        |
| Етапи Гран-прі: «Trophée Eric Bompard»             |           |           |           | 10        | 10        |
| Меморіал Ондрея Непела                             |           |           |           | 1         |           |
| Зимові Універсіади                                 |           |           |           | 6         |           |